# Sri Lanka i olympiska sommarspelen 1988
Sri Lanka deltog i de olympiska sommarspelen 1988 med en trupp bestående av sex deltagare, men ingen av landets deltagare erövrade någon medalj.

## Friidrott
- Tilaka Jinadasa

Herrarnas maraton
- Vithanakande Samarasinghe
  - 2:31,29 (→ 65:e plats)